# قانون الوصول إلى المعلومات (كندا)
قانون الوصول إلى المعلومات (R.S., 1985, c. A-1) أو قانون المعلومات هو قانون كندي يعطي الحق في الوصول إلى المعلومات الخاصة بمؤسسة حكومية. فهو يصرح بإتاحة المعلومات الحكومية للجمهور، ولكن ينبغي أن تكون الاستثناءات اللازمة لحق الوصول محدودة ومحددة، ويصرح أيضًا بضرورة إعادة النظر دائمًا في القرارات بشأن الإفصاح عن أي معلومات حكومية بشكل مستقل من الحكومة.
بحلول عام 1982، سنّت اثنتا عشرة دولة، من بينها فرنسا والدنمارك وفنلندا والسويد وهولندا والولايات المتحدة (1966) قانونًا حديثًا للوصول إلى المعلومات. ودخل قانون الوصول إلى المعلومات الكندي حيز النفاذ عام 1983، في ظل حكومة بيير ترودو، متيحًا للكنديين استرداد المعلومات من ملفات الحكومة، ووضع ما يمكن الوصول إليه من معلومات، وفرض جداول زمنية للاستجابة. وقد تم تطبيقه بواسطة مفوض المعلومات في كندا.
وهناك أيضا قانون الخصوصية التكميلي، الذي تم تقديمه عام 1983. ويقترح توسيع نطاق قوانين كندا الحالية التي تحمي خصوصية الأفراد فيما يتعلق بالمعلومات الشخصية الخاصة بهم الموجودة في مؤسسة حكومية اتحادية، والتي توفر للأفراد حق الوصول إلى تلك المعلومات. وحقوق الطبع والنشر ملكية. ويمكن الإبلاغ عن شكاوى الانتهاكات المحتملة للقانون إلى مفوض الخصوصية في كندا.
تفرق قوانين الوصول إلى المعلومات الكندية بين الوصول إلى السجلات العامة والوصول إلى تلك السجلات التي تحتوي معلومات شخصية عن الشخص طالب المعلومات. فيحق للأشخاص، بموجب قانون الخصوصية، الوصول إلى السجلات التي تحتوي معلوماتهم الشخصية، ولكن لا يحق لعامة الجمهور، بموجب قانون الوصول إلى المعلومات، الوصول إلى السجلات التي تحتوي على معلومات شخصية تخص الآخرين، وكل ذلك مع وجود استثناءات.
من عام 1989 إلى عام 2008، تم تصنيف الطلبات المقدمة إلى الحكومة الاتحادية في نظام تنسيق طلبات الوصول إلى المعلومات.

## التغييرات المقترحة
في عام 1987، قدم المحامي العام لكندا تقريرًا بالإجماع إلى البرلمان، بسيط وواضح: يعزز حق المعرفة وحق الخصوصية والذي يضم أكثر من 100 توصية لتعديل قوانين الوصول إلى المعلومات والخصوصية.
في عام 1998، ألحقت الحكومة بندًا بقانون الوصول إلى المعلومات، والذي يجعل إضاعة أو تزوير أو إخفاء مستندات عامة جريمة اتحادية.
في أغسطس 2000، أطلقت وزارة العدل ورئيس مجلس الخزانة فرقة عمل لإعادة النظر في قانون الوصول إلى المعلومات. ووجد تقرير اللجنة، الذي تم تسليمه في يونيو 2002، «أزمة في إدارة المعلومات» داخل الحكومة.
يناقش كتاب أستاذ جامعة مونكتون، دونالد سافوي، لعام 2003 «تعطيل الصفقات»، أنه يوجد في كندا ممانعة لكتابة أي شيء قد يجد طريقه إلى الخطاب العام، بما في ذلك البريد الإلكتروني.
في خريف عام 2003، حاول جون برايدن بدء إجراء إصلاح شامل للقانون من خلال قانون العضو الخاص، وهو القانون Bill C-462، والذي تلاشى في جدول الأعمال مع حل البرلمان السابع والثلاثين في مايو 2004. وقد تم تقديم قانون مشابه من قبل عضو الحزب الديمقراطي الجديد في البرلمان، بات مارتن، في 7 أكتوبر 2004، وهو القانون Bill C-201.
في أبريل 2005، قدم وزير العدل، إروين كوتلر، صحيفة مناقشة بعنوان إطار شامل من أجل إصلاح قانون الوصول إلى المعلومات.
في سبتمبر 2008، قام تقرير من 393 صفحة ترعاه عدة مجموعات صحفية كندية بمقارنة قانون الوصول إلى المعلومات الكندي بقوانين حرية الوصول إلى المعلومات (FOI) للمقاطعات و68 دولة أخرى، وكان عنوانه: Fallen Behind: Canada’s Access to Information Act in the World Context نسخة محفوظة 7 يونيو 2011 على موقع واي باك مشين..
في أكتوبر 2010، صنفت مقارنة دولية عن الوصول إلى المعلومات الحكومية كندا في المرتبة الأخيرة؛ ويعتبر ذلك تغييرًا كبيرًا، حيث كانت كندا منذ عقد واحد فقط تمثل دائمًا نموذجًا لحرية الوصول إلى المعلومات على المستوى الدولي. تم نشر دراسة كلية لندن الجامعية التي تقارن بين كندا والمملكة المتحدة وأستراليا ونيوزيلندا وأيرلندا في مجلةالمعلومات الحكومية الربعية.

## وصلات خارجية
- Access to Information Act